# زرده (ماهی)
زرده
نام علمی گونه: (Euthynnus affinis (Cantor،۱۸۴۹
نام علمی مترادف : Euthynnus yaito Kishinouye،۱۹۱۵
نام انگلیسی : Kawakawa
نام فارسی : زرده
اندازه : حداکثر اندازه بدن این ماهی  ۱۰۰ و به‌طور متوسط تا ۶۰ سانتی متر می‌رسد.
مشخصات : بدن قوی و کشیده و دوکی شکل، فک‌ها دارای یک ردیف دندان تیز مخصوص تغذیه گوشتخواری و سقف دهان و تیغه زیر نیز دارای دندان‌هایی می‌باشند. فاصله بین دو باله پشتی بیشتر از قطر چشم نیست، باله پشتی اول دارای ۱۱ تا ۱۴ شعاع سخت و دومین باله پشتی دارای ۱۰ تا ۱۳ شعاع نرم، کمان آبششی اول دارای ۲۹ تا ۳۴ غدد خار آبششی، ۸ تا ۱۰ دنبالچه به دنبال باله پشتی دوم و ۶ بالچه به دنبال باله مخرجی، ساقه دمی باریک و در هر طرف دارای یک سکان عرضی بین دو سکان عرضی کوچکتر می‌باشد. بدن به جزدر قسمت زره سینه‌ای و خط جانبی بدون فلس است. رنگ بدن در پشت آبی تیره با نقش و خطوط پیچیده‌است و این نقش در فاصله‌ای تمام می‌شود که از آغاز قاعده باله اول پشتی تجاوز نمی‌نماید، پهلوها و شکم سفید نقره‌ای است چند لکه تیره مشخص بین قاعده باله سینه‌ای و قاعده باله شکمی دیده می‌شود که همیشه واضح نیست.
زیست شناسی : گونه‌ای اپی پلاژیک نریتیک است و در آب‌هایی با درجه حرارت ۱۸ تا ۲۰ درجه سانتی گراد زندگی می‌کند. انواع این گونه معمولاً در گروه‌ ها وماهیانی چون Thunnus albacares, Katsuwonus pelamis, Auxis thazard, Megalaspis cordyla دیده می‌شوند، این گونه یک ماهی غارت گر است و از ماهی، میگو و سر پایان تغذیه می‌ کند، در حالی که خودش طعمه کوسه و نیزه ماهی است. اغلب به صورت گروهی بزرگ حرکت می‌کنند.
نام مورد استفاده در جنوب ایران : سهوده
وسایل صید  : تور گوشگیر، قلاب خزنده و تور گردان پیاله‌ای است که گروه صیادی هویار در بنادر جنوبی به صورت وسیع اقدام به صید و فروش آن در بازار داخلی و خارجی می نماید. 
منبع :
۱.صادقی، سید ناصر؛ ۱۳۸۰؛ ویژگی‌های زیستی و ریخت‌شناسی ماهیان جنوب ایران؛ انتشارات نقش مهر.